# Susan Strange
Susan Strange (9 de juny de 1923 - 25 d'octubre de 1998) va ser una economista erudita britànica. Va escriure publicacions destacades com Sterling and British Policy (1971), Casino Capitalism (1986), States and Markets (1988), The Retreat of the State (1996) i Mad Money (1998).
Va ajudar a crear la British International Studies Association. Va ser la primera dona que va ocupar la catedràtica Montague Burton de Relacions Internacionals a la London School of Economics i va ser la primera dona acadèmica que va tenir una càtedra que portava el seu nom a la LSE.